# Чернышёв, Пётр Фёдорович
Пётр Фёдорович Чернышёв (годы жизни неизвестны) — беглый солдат Брянского полка, выдавал себя за чудом спасшегося императора Петра III.

## Предыстория

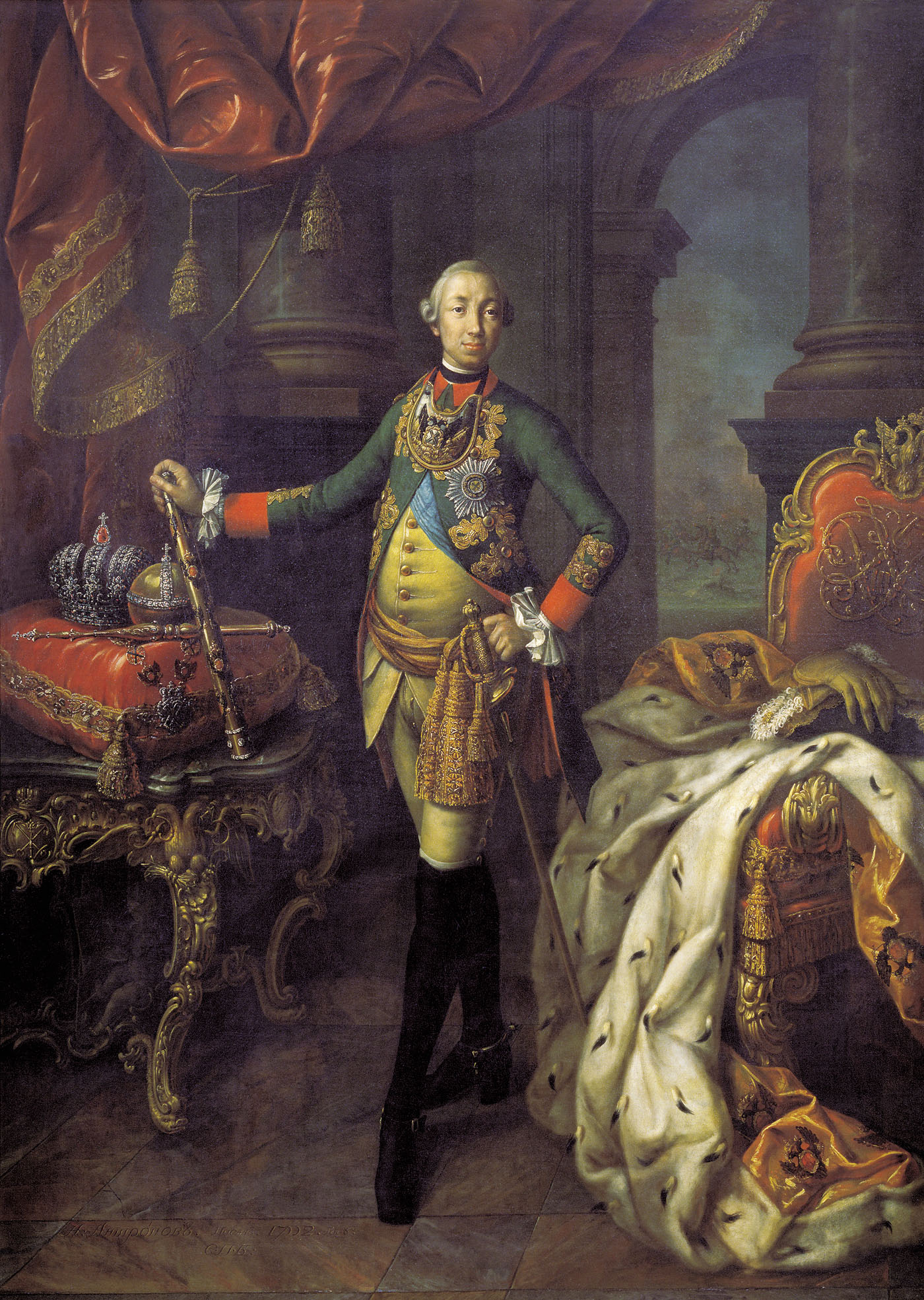
Петр III Фёдорович. С прижизненного портрета

Император Пётр III Федорович царствовал недолго, был свергнут женой, принявшей имя Екатерина II, и вскоре убит во дворце в Ропше. Молодой государь, ничем себя не проявивший (кроме указа о «вольности дворянской»), остался практически неизвестен за пределами Москвы и Санкт-Петербурга. По выражению Н. Эйдельмана, он был «величиной, которую можно было при желании наполнить любым содержанием». Подобные предпосылки, помноженные на недовольство крестьянской и казачьей массы екатерининским правлением, породили неизбежные слухи о «чудесном спасении». Друг другу передавали, что за «вольностью дворянской» последовала «вольность крестьянская», но министры двора и неверная жена второй документ скрыли. Почва для появления самозванцев была готова.

## Краткий взлёт и падение
Лже-Пётр второй появляется на Слободской Украине, в слободе Купянке Изюмского уезда вскоре после разоблачения и ссылки первого претендента, оказавшегося также беглым солдатом, однодворцем Гаврилой Кремневым. По свидетельству документов, «горячо убеждал в том крестьян и плакал».
Ему поверил местный священник Семён Иванецкий, и «всенощную и молебен, поминая его в ектениях императором». Авантюра кончилась, едва начавшись, в Изюме самозванец был схвачен и предстал перед судом.
На допросах он показал, что является на самом деле однодворцем Чернышёвым, женат, имеет маленького сына Павла, и наслушавшись в кабаках разговоров и пересудов о покойном императоре, слухов о том, что Пётр III, может быть, жив, решил объявить своё «царское имя».
По приговору был сечён кнутом и приговорён к пожизненной каторге в сибирском городе Нерчинск, куда до этого отправили первого самозванца. Вместе с ним в Сибирь отправился и священник Иванецкий, осуждённый на вечное поселение в тот же город.

## Попытка бегства и смерть
В отличие от первого самозванца, чьи следы на каторге теряются, Чернышёв не собирался сдаваться. По ночам его держали в одиночной камере, днём же выводили на общие работы. Таким образом, он имел возможность общаться с другими каторжанами и местным населением, и Чернышёв не преминул этим воспользоваться.
По донесениям главного командира Нерчинских заводов генерал-майора Суворова, самозванец убеждал всех, желающих слушать, что на самом деле является Петром III и схвачен по ошибке, когда инкогнито, под видом солдата, инспектировал расквартированные в Воронежской губернии полки.
Видимо, Чернышёв был человеком незаурядным, так как ему поверили и каторжане, и местное население. Крестьяне приносили ему баранину и деньги; в конце концов, решено было устроить «государю-императору» побег. Были приведены лошади, Чернышёв бежал, но заблудился в тайге и был доставлен обратно. По новому приговору его высекли кнутом на глазах у заводских рабочих и определили на тяжёлые работы в Мангазею (пожизненно). По дороге туда самозванец скончался.

## В культуре
Пётр Чернышёв является главным героем рассказа писателя Григория Квитки-Основьяненко «Купянский самозванец».